# Petit Best 12
Albums de divers artistes du Hello! Project
Petit Best 11
(2010) Petit Best 13
(2012)
Petit Best 12 ou Pucchi Best 12 (プッチベスト12) est un album compilation de chansons des divers artistes du Hello! Project, sorti fin 2011.

## Présentation
L'album sort le 7 décembre 2011 au Japon sous le label zetima. Il contient des titres sortis en single dans l'année par la plupart des groupes et solistes du Hello! Project ; certains de ces titres ne figureront sur aucun autre album. Parmi eux figurent les chansons Busu ni Naranai Tetsugaku et Makeru na Wasshoi! enregistrées par les groupes temporaires Mobekimasu et Bekimasu formés de la plupart des membres du H!P, et la chanson interprétée en solo par Ai Takahashi de Morning Musume en "face B" d'une édition spéciale de son dernier single avec le groupe.
L'album contient aussi deux titres inédits : une nouvelle chanson de l'ensemble Berikyū formé des groupes Berryz Kōbō et Cute qui a sorti un single dans l'année, et une chanson inédite de l'ex-membre du H!P Koharu Kusumi enregistrée en 2009 pour l'émission Oha Suta.
L'album est le douzième d'une série de compilations similaires homonymes nommées Petit Best, dont les volumes sortent chaque fin d'année. Un DVD homonyme (Petit Best 12 DVD) contenant la plupart des clips vidéo des chansons de l'album sort également le même jour. Le titre de Bekimasu et les deux inédits n'ont pas de clip, et sont remplacés par une interprétation en concert du titre de Bekimasu et par un second clip de Buono!, plus un making of du clip de Berykyū en bonus.

## Liste des titres
| 1.  | Busu ni Naranai Tetsugaku (ブスにならない哲学) | Hello! Project Mobekimasu     |  |
| 2.  | Makeru na Wasshoi! (負けるな わっしょい!) | Bekimasu                      |  |
| 3.  | Maji Desu ka Ska! (まじですかスカ!) | Morning Musume                |  |
| 4.  | Only You (Only you) | Morning Musume                |  |
| 5.  | Jishin Motte Yume wo Motte Tobitatsu Kara (自信持って 夢を持って 飛び立つから) (face B de l'édition spéciale du single Kono Chikyū no Heiwa wo Honki de (...)) | Ai Takahashi (Morning Musume) |  |
| 6.  | Heroine ni Narō ka! (ヒロインになろうか!) | Berryz Kōbō                   |  |
| 7.  | Ai no Dangan (愛の弾丸) | Berryz Kōbō                   |  |
| 8.  | Kiss Me Aishiteru (Kiss me 愛してる) | Cute                          |  |
| 9.  | Momoiro Sparkling (桃色スパークリング) | Cute                          |  |
| 10. | Amazuppai Haru ni Sakura Saku (甘酸っぱい春にサクラサク) | Berryz Kōbō x Cute (Berikyū)  |  |
| 11. | Seishun Gekijō (青春劇場) (titre inédit) | Berryz Kōbō x Cute (Berikyū)  |  |
| 12. | Seishun no Serenade (青春のセレナーデ) | Erina Mano                    |  |
| 13. | My Days for You | Erina Mano                    |  |
| 14. | Short Cut (ショートカット) | S/mileage                     |  |
| 15. | Tachia Girl (タチアガール) | S/mileage                     |  |
| 16. | Zassō no Uta (雑草のうた) | Buono!                        |  |
| 17. | Asaasamba (アサアサンバ) (titre inédit) | Koharu Kusumi                 |  |

| 1.  | Busu ni Naranai Tetsugaku (ブスにならない哲学) | Hello! Project Mobekimasu     |  |
| 2.  | Makeru na Wasshoi! (Hello! Project 2011 Summer ~Nippon no Mirai wa Wow Wow & Yeah Yeah Live~ Mix Ver.) (負けるな わっしょい!) (...)                     | Bekimasu                      |  |
| 3.  | Maji Desu ka Ska! (まじですかスカ!) | Morning Musume                |  |
| 4.  | Only You (Only you) | Morning Musume                |  |
| 5.  | Jishin Motte Yume wo Motte Tobitatsu Kara (自信持って 夢を持って 飛び立つから) (de l'édition spéciale du single Kono Chikyū no Heiwa wo Honki de (...)) | Ai Takahashi (Morning Musume) |  |
| 6.  | Heroine ni Narō ka! (ヒロインになろうか!) | Berryz Kōbō                   |  |
| 7.  | Ai no Dangan (愛の弾丸) | Berryz Kōbō                   |  |
| 8.  | Kiss Me Aishiteru (Kiss me 愛してる) | Cute                          |  |
| 9.  | Momoiro Sparkling (桃色スパークリング) | Cute                          |  |
| 10. | Amazuppai Haru ni Sakura Saku (甘酸っぱい春にサクラサク)                                                                                                | Berryz Kōbō x Cute (Berikyū)  |  |
| 11. | Seishun no Serenade (青春のセレナーデ) | Erina Mano                    |  |
| 12. | My Days for You | Erina Mano                    |  |
| 13. | Short Cut (ショートカット) | S/mileage                     |  |
| 14. | Tachia Girl (タチアガール) | S/mileage                     |  |
| 15. | Zassō no Uta (雑草のうた) | Buono!                        |  |
| 16. | Juicy Heart (JUICY HE@RT) (titre du single Zassō no Uta)                                                                                                | Buono!                        |  |
| 17. | Amazuppai Haru ni Sakura Saku Music Video Making Eizo (甘酸っぱい春にサクラサク Music Video撮影メイキング映像) (piste bonus / making of)                | Berryz Kōbō x Cute (Berikyū)  |  |

## Participantes
Comme pour les précédents volumes, toutes les chanteuses ayant interprété des titres de la compilation figurent sur le montage photographique en couverture, certaines apparaissant plusieurs fois en fonction de leurs différentes activités. La couverture du DVD a été modifiée en fonction des différences de contenu ; Koharu Kusumi en a ainsi été retirée, remplacée par une photo de Mobekimasu.
- Hello! Project Mobekimasu (sur la pochette du DVD ; membres de Morning Musume, Berryz Kōbō, Cute, S/mileage, et Erina Mano)
- Morning Musume (Ai Takahashi, Risa Niigaki, Sayumi Michishige, Reina Tanaka, Aika Mitsui, Mizuki Fukumura, Erina Ikuta, Riho Sayashi, Kanon Suzuki)
- Ai Takahashi en solo
- Berryz Kōbō (Saki Shimizu, Momoko Tsugunaga, Chinami Tokunaga, Māsa Sudō, Miyabi Natsuyaki, Yurina Kumai, Risako Sugaya)
- Cute (Maimi Yajima, Saki Nakajima, Airi Suzuki, Chisato Okai, Mai Hagiwara)
- Berikyū (réunion des membres de Berryz Kōbō et de Cute)
- Erina Mano
- S/mileage (Ayaka Wada, Yūka Maeda, Kanon Fukuda, Kana Nakanishi, Akari Takeuchi, Rina Katsuta, Meimi Tamura)
- Buono! (Airi Suzuki, Miyabi Natsuyaki, Momoko Tsugunaga)
- Koharu Kusumi en solo (sur le CD)

(Notes : Ai Takahashi ne fait plus partie du Hello! Project à la sortie de l'album, et Koharu Kusumi n'en fait plus partie depuis deux ans. Les nouvelles membres de la 10e génération de Morning Musume, qui n'ont pas participé aux chansons présentes, ne figurent pas sur la pochette, de même que Saki Ogawa et Fuyuka Kosuga, ex-membres de S/mileage qui ont pourtant participé aux chansons présentes)